# Rasm al-Abd (Idlib)
Rasm al-Abd (arab. رسم العبد) – wieś w Syrii, w muhafazie Idlib. W 2004 roku liczyła 414 mieszkańców.